# Campeonato Mundial de Atletismo de 2017 - 400 m com barreiras masculino
A competição dos 400 metros com barreiras masculino no Campeonato Mundial de Atletismo de 2017 foi realizada no Estádio Olímpico de Londres nos dias 6, 7 e 9 de agosto. Karsten Warholm da Noruega levou a medalha de ouro. 

## Recordes
Antes da competição, os recordes eram os seguintes:
| Recorde mundial                               | Kevin Young (USA)             | 46.78 | Barcelona, Espanha      | 6 de agosto de 1992    |
| Recorde do campeonato                         | Kevin Young (USA)             | 47.18 | Estugarda, Alemanha     | 19 de agosto de 1993   |
| Melhor marca do ano                           | Kyron McMaster (IVB)          | 47.80 | Kingston, Jamaica       | 20 de maio de 2017     |
| Recorde africano                              | Samuel Matete (ZAM)           | 47.10 | Zurique, Suiça          | 7 de agosto de 1991    |
| Recorde asiático                              | Hadi Soua'an Al-Somaily (KSA) | 47.53 | Sydney, Austrália       | 27 de setembro de 2000 |
| Recorde da América do Norte, Central e Caribe | Kevin Young (USA)             | 46.78 | Barcelona, Espanha      | 6 de agosto de 1992    |
| Recorde sul-americano                         | Bayano Kamani (PAN)           | 47.84 | Helsinque, Finlândia    | 7 de agosto de 2005    |
| Recorde europeu                               | Stéphane Diagana (FRA)        | 47.37 | Lausana, Suíça          | 5 de julho de 1995     |
| Recorde da Oceania                            | Rohan Robinson (AUS)          | 48.28 | Atlanta. Estados Unidos | 31 de julho de 1996    |

## Medalhistas
| Ouro                  | Prata                 | Bronze               |
| Karsten Warholm (NOR) | Yasmani Copello (TUR) | Kerron Clement (USA) |

## Tempo de qualificação
| Tempo de qualificação |
| --------------------- |
| 49.35                 |

## Calendário
| Data                | Horário | Fase          |
| ------------------- | ------- | ------------- |
| 6 de agosto de 2017 | 11:05   | Eliminatórias |
| 7 de agosto de 2017 | 20:20   | Semifinais    |
| 9 de agosto de 2017 | 21:33   | Final         |

Todos os horários estão no horário local (UTC+1)

## Resultados

### Eliminatórias
Qualificação: Quatro primeiros de cada bateria (Q) e os quatro melhores tempos (q) 
| Pos. | Série | Raia | Atleta                         | Nacionalidade            | Tempo | Notas      |
| ---- | ----- | ---- | ------------------------------ | ------------------------ | ----- | ---------- |
| 1    | 3     | 8    | Yasmani Copello                | Turquia                  | 49.13 | Q          |
| 2    | 4     | 9    | Juander Santos                 | República Dominicana     | 49.19 | Q          |
| 3    | 5     | 2    | Mamadou Kassé Hanne            | França                   | 49.34 | Q          |
| 4    | 2     | 4    | TJ Holmes                      | Estados Unidos           | 49.35 | Q          |
| 5    | 3     | 9    | Abderrahman Samba              | Catar                    | 49.39 | Q          |
| 6    | 5     | 7    | Márcio Teles                   | Brasil                   | 49.41 | Q          |
| 7    | 5     | 4    | Patryk Dobek                   | Polónia                  | 49.42 | Q          |
| 8    | 1     | 5    | Kerron Clement                 | Estados Unidos           | 49.46 | Q          |
| 9    | 3     | 4    | Ludvy Vaillant                 | França                   | 49.49 | Q          |
| 10   | 4     | 4    | Karsten Warholm                | Noruega                  | 49.50 | Q          |
| 11   | 5     | 5    | Aron Koech                     | Quênia                   | 49.55 | Q          |
| 12   | 5     | 3    | Jack Green                     | Grã-Bretanha             | 49.55 | q          |
| 13   | 5     | 8    | Eric Futch                     | Estados Unidos           | 49.57 | q          |
| 14   | 1     | 3    | Takatoshi Abe                  | Japão                    | 49.65 | Q          |
| 15   | 4     | 3    | Guillermo Ruggeri              | Argentina                | 49.69 | Q,         |
| 16   | 2     | 9    | Jaheel Hyde                    | Jamaica                  | 49.72 | Q          |
| 17   | 2     | 5    | Abdelmalik Lahoulou            | Argélia                  | 49.78 | Q          |
| 18   | 2     | 6    | Thomas Barr                    | Irlanda                  | 49.79 | Q          |
| 19   | 3     | 2    | José Reynaldo Bencosme de Leon | Itália                   | 49.79 | Q          |
| 20   | 1     | 6    | Jaak-Heinrich Jagor            | Estónia                  | 49.81 | Q          |
| 21   | 4     | 7    | Ricardo Cunningham             | Jamaica                  | 49.91 | Q          |
| 22   | 1     | 8    | Kemar Mowatt                   | Jamaica                  | 50.00 | Q          |
| 23   | 4     | 5    | Victor Coroller                | França                   | 50.00 | q          |
| 24   | 3     | 7    | Kariem Hussein                 | Suíça                    | 50.12 | q          |
| 25   | 1     | 4    | Hederson Estefani              | Brasil                   | 50.22 |            |
| 26   | 3     | 5    | Jordin Andrade                 | Cabo Verde               | 50.32 |            |
| 27   | 1     | 2    | Javier Culson                  | Porto Rico               | 50.33 |            |
| 28   | 2     | 3    | Yusuke Ishida                  | Japão                    | 50.35 |            |
| 29   | 2     | 2    | Lorenzo Vergani                | Itália                   | 50.37 |            |
| 30   | 5     | 9    | Sergio Fernández               | Espanha                  | 50.38 |            |
| 31   | 4     | 6    | Ryo Kajiki                     | Japão                    | 51.36 |            |
| 32   | 3     | 6    | Creve Armando Machava          | Moçambique               | 51.71 |            |
| 33   | 1     | 7    | José Luis Gaspar               | Cuba                     | 51.82 |            |
| 34   | 5     | 6    | Mehboob Ali                    | Paquistão                | 52.24 |            |
| 35   | 2     | 7    | Ephraim Lerkin                 | Papua-Nova Guiné         | 52.36 |            |
| 36   | 1     | 9    | Pablo Andrés Ibáñez            | El Salvador              | 52.72 |            |
| 98 ! | 4     | 2    | Michael Stigler                | Estados Unidos           | DSQ   | R 168.7(a) |
| 98 ! | 2     | 8    | Kyron McMaster                 | Ilhas Virgens Britânicas | DSQ   | R 163.3(a) |
| 98 ! | 4     | 8    | Eric Cray                      | Filipinas                | DSQ   | R 162.7    |
| 99 ! | 3     | 3    | Rasmus Mägi                    | Estónia                  | DNS   |            |

### Semifinais
Qualificação: Dois primeiros de cada bateria (Q) e os dois melhores tempos (q).
| Pos. | Série | Raia | Atleta                         | Nacionalidade        | Tempo | Notas      |
| ---- | ----- | ---- | ------------------------------ | -------------------- | ----- | ---------- |
| 1    | 1     | 7    | Kerron Clement                 | Estados Unidos       | 48.35 | Q          |
| 2    | 1     | 5    | Karsten Warholm                | Noruega              | 48.43 | Q          |
| 3    | 1     | 4    | Juander Santos                 | República Dominicana | 48.59 | q,         |
| 4    | 1     | 3    | Kemar Mowatt                   | Jamaica              | 48.66 | q          |
| 5    | 3     | 6    | Abderrahman Samba              | Catar                | 48.75 | Q          |
| 6    | 3     | 4    | Yasmani Copello                | Turquia              | 48.91 | Q          |
| 7    | 2     | 6    | TJ Holmes                      | Estados Unidos       | 49.12 | Q          |
| 8    | 2     | 2    | Kariem Hussein                 | Suíça                | 49.13 | Q          |
| 9    | 3     | 2    | Eric Futch                     | Estados Unidos       | 49.30 |            |
| 10   | 1     | 8    | Abdelmalik Lahoulou            | Argélia              | 49.33 |            |
| 11   | 1     | 6    | Patryk Dobek                   | Polónia              | 49.40 |            |
| 12   | 2     | 7    | Jaheel Hyde                    | Jamaica              | 49.75 |            |
| 13   | 2     | 3    | Jack Green                     | Grã-Bretanha         | 49.93 |            |
| 14   | 2     | 4    | Takatoshi Abe                  | Japão                | 49.93 |            |
| 15   | 3     | 5    | Ludvy Vaillant                 | França               | 49.95 |            |
| 16   | 3     | 8    | José Reynaldo Bencosme de Leon | Itália               | 50.29 |            |
| 17   | 2     | 5    | Mamadou Kassé Hanne            | França               | 50.35 |            |
| 18   | 2     | 9    | Aron Kipchumba Koech           | Quênia               | 50.40 |            |
| 19   | 2     | 8    | Jaak-Heinrich Jagor            | Estónia              | 50.43 |            |
| 20   | 3     | 3    | Ricardo Cunningham             | Jamaica              | 50.54 |            |
| 21   | 1     | 2    | Victor Coroller                | França               | 55.69 |            |
| 22 ! | 3     | 7    | Márcio Teles                   | Brasil               | DNF   |            |
| 23 ! | 3     | 9    | Guillermo Ruggeri              | Argentina            | DSQ   | R 163.3(a) |
| 24 ! | 1     | 9    | Thomas Barr                    | Irlanda              | DNS   |            |

### Final
A final da prova ocorreu dia 9 de agosto às 21:33. 
| Pos.              | Raia | Atleta            | Nacionalidade        | Tempo | Notas |
| ----------------- | ---- | ----------------- | -------------------- | ----- | ----- |
| Medalha de ouro   | 5    | Karsten Warholm   | Noruega              | 48.35 |       |
| Medalha de prata  | 8    | Yasmani Copello   | Turquia              | 48.49 |       |
| Medalha de bronze | 4    | Kerron Clement    | Estados Unidos       | 48.52 |       |
| 4                 | 3    | Kemar Mowatt      | Jamaica              | 48.99 |       |
| 5                 | 7    | TJ Holmes         | Estados Unidos       | 49.00 |       |
| 6                 | 2    | Juander Santos    | República Dominicana | 49.04 |       |
| 7                 | 6    | Abderrahman Samba | Catar                | 49.74 |       |
| 8                 | 9    | Kariem Hussein    | Suíça                | 50.07 |       |

Legenda
| Recorde mundial       | Recorde mundial (World record)               |                       | Recorde africano                      | Recorde africano (African) |                                           | Q | Classificado por posição (Qualified) |
| Recorde do campeonato | Recorde do campeonato (Championship record)  | Recorde da América    | Recorde da América (Americas)         | q                          | Classificado por melhor tempo (Qualified) |   |                                      |
| Melhor marca do ano   | Melhor marca do ano (World leading)          | Recorde asiático      | Recorde asiático (Asian)              | DNS                        | Não largou (Did not start)                |   |                                      |
| Recorde nacional      | Recorde nacional (National record)           | Recorde europeu       | Recorde europeu (European)            | DNF                        | Não terminou (Did not finish)             |   |                                      |
| Recorde pessoal       | Recorde pessoal do atleta (Personal best)    | Recorde da Oceania    | Recorde da Oceania (Oceania)          | DSQ / DQ                   | Desclassificado (Disqualified)            |   |                                      |
| Recorde da temporada  | Recorde da temporada do atleta (Season best) | Recorde sul-americano | Recorde sul-americano (South America) | NM                         | Sem marca (No mark)                       |   |                                      |